# Helga Scheithe
Helga Scheithe (* 12. November 1941; † 21. Januar 2025 in Worms) war eine deutsche Tischtennisspielerin. Bei der Deutschen Meisterschaft 1961 gewann sie Bronze im Doppel.

## Werdegang
Helga Scheithe spielte beim Verein TSG Pfeddersheim und trat in den 1960er Jahren mit dessen Damenmannschaft einige Jahre lang in der Oberliga an, der damals höchsten deutschen Spielklasse. Bereits im Jugendbereich – bis 1959 – erreichte sie eine beachtliche Spielstärke. 1958 gewann sie die Südwestdeutsche Meisterschaft im Einzel und im Doppel mit Ria Günthner. Bei den Deutschen Jugendmeisterschaften 1959 erreichte sie im Mixed mit Martin Ness das Endspiel. Auch international trat sie in Erscheinung: Mit Heide Dauphin wurde sie bei den Jugendeuropameisterschaften 1957 in Donaueschingen Zweite im Doppel.
Bei den Erwachsenen wurde Helga Scheithe von 1960 bis 1965 fünfmal Meisterin des Rheinhessischen Tischtennisverbandes. Ihr größter Erfolg war der Gewinn von Bronze im Doppel mit Erika Koch bei der Deutschen Meisterschaft 1961.

## Privat
1963 heiratete sie den Tischtennisspieler Günter Stelkens und trat danach unter dem Namen Stelkens-Scheithe auf. Mit ihm hat sie einen Sohn.